# Poloostrov Macao
Poloostrov Macao je jedna ze dvou částí Macaa. Poloostrov má přibližně rozlohu 8 km² a je přes 200 metrů širokou šíji spojen s provincií Kuang-tung na severovýchodě od něj. Na jihu je poloostrov spojen s bývalým ostrovem Taipa, dnes ostrov Cotai, třemi mosty; Most přátelství (Ponte da Amizade), most Macao-Taipa (Ponte Governador Nobre de Carvalho) a most Sai Van (Ponte de Sai Van). Historické centrum Macaa, které je na poloostrově, je od roku 2005 na seznamu světového dědictví UNESCO. Konkrétně je to přední stěna chrámu sv. Petra a okolí, svatyně bohyně A-Ma, protestantský hřbitov a další. Poloostrov je rozdělen na 5 farností spadající pod římskokatolickou církev. Kostely a další památky vznikly v době kdy Macao bylo portugalskou kolonií.

## Galerie
- chrám bohyně A-Ma
- dům v maurském arch. stylu
- Kostel sv. Vavřince
- Kostel svatého Josefa
- Divadlo Dom Pedro V